# Маркиз де Вильяфранка-дель-Бьерсо
Маркиз де Вильяфранка-дель-Бьерсо — испанский дворянский титул. Он был создан для Кастилии 15 сентября 1486 года католическими королями Изабеллой и Фердинандом для Хуаны Осорио и Базан, дочери 1-о графа де Лемос, Педро Альвареса Осорио (? — 1482) от второго брака с Марией де Базан, и Луиса Пиментеля и Пачеко (ок. 1467—1497), первого сына Родриго Алонсо Пиментеля, 4-го графа и 1-го герцога де Бенавенте (ок. 1441—1499).
В 1623 году Педро Альварес де Толедо и Колонна, 5-й маркиз де Вильяфранка-дель-Бьерсо (1546—1627), получил титул гранда Испании. В 1559 году был создан титул герцога де Фернандина для Гарсии Альвареса де Толедо, 4-го маркиза Вильяфранка (1514—1577), единственного сына Педро Альвареса де Толедо, 2-го маркиза Вильяфранка-дель-Бьерсо. Старшие сыновья и наследники герцогов де Фернандина носили титул маркизов де Вильяфранка-дель-Бьерсо.
Хуана Осорио и Базан, 1-я маркиза де Вильяфранка-дель-Бьерсо, скончалась в 1491 году, оставив дочь Марию Осорио и Пиментель (1490—1539). Титул маркиза носил Луис де Пиментель, муж покойной Хуаны Осорио, отец и опекун Марии Осорио. В 1497 году после смерти своего отца Мария Осорио и Пиментель унаследовала титул 2-й маркизы де Вильяфранка-дель-Бьерсо. В 1503 году юная Мария вышла замуж за Педро Альвареса де Толедо и Суньига (1484—1553), вице-короля Неаполя и второго сына Фадрике Альварес де Толедо и Энрикеса, герцога де Альба-де-Тормес. После этого брака маркизат перешел в собственность герцогов де Альба. Одна из его дочерей, Элеонора Толедская (1522—1562), вышла замуж за Козимо I де Медичи, 2-го великого герцога Тосканского (1519—1574). Один из их одиннадцати детей, Франческо де Медичи, великого герцога Тосканского (1541—1587), который был женат на Иоанне Австрийской. Их дочь, Мария де Медичи, вышла замуж за короля Франции Генриха IV и стала матерью короля Франции Людовика XIII.
Название маркизата происходит от названия муниципалитета Вильяфранка-дель-Бьерсо, провинция Леон, автономное сообщество Кастилия-Леон.

## Список носителей титула
|       | Титул                                                      | Период       |
| ----- | ---------------------------------------------------------- | ------------ |
| I     | Хуана Осорио и Базан & Луис Пиментель и Пачеко             | 1486—1497    |
| II    | Мария Осорио Пиментель                                     | 1497—1539    |
| III   | Фадрике Альварес де Толедо Осорио                          | 1539—1569    |
| IV    | Гарсия Альварес де Толедо Осорио                           | 1569—1577    |
| V     | Педро Альварес де Толедо и Колонна                         | 1577—1627    |
| VI    | Гарсия Альварес де Толедо Осорио и Мендоса                 | 1627—1649    |
| VII   | Фадрике Альварес де Толедо Осорио и Понсе де Леон          | 1649—1705    |
| VIII  | Хосе Фадрике Альварес де Толедо Осорио и Кордоба и Кардона | 1705—1728    |
| IX    | Фадрике Висенте Альварес де Толедо Осорио и Монкада        | 1728—1753    |
| X     | Антонио Альварес де Толедо Осорио                          | 1753—1773    |
| XI    | Хосе Альварес де Толедо Осорио                             | 1773—1796    |
| XII   | Франсиско де Борха Альварес де Толедо Осорио               | 1796—1821    |
| XIII  | Педро де Алькантара Альварес де Толедо-и-Палафокс          | 1821—1867    |
| XIV   | Хосе Альварес де Толедо и Сильва                           | 1867—1900    |
| XV    | Хоакин Альварес де Толедо-и-Каро                           | 1900—1915    |
| XVI   | Хоакин Альварес де Толедо-и-Каро                           | 1915—1955    |
| XVII  | Луиса Изабель Альварес де Толедо и Маура                   | 1957—2008    |
| XVIII | Леонсио Алонсо Гонсалес де Грегорио и Альварес де Толедо   | 2010 — н. в. |